# Merzoug Touati
Pour les articles homonymes, voir Touati.
Merzoug Touati est un blogueur, journaliste et militant en Algérie. Il est régulièrement arrêté et emprisonné, depuis 2017, à la suite de ses publications.

## Biographie
Merzoug Touati est titulaire de plusieurs diplômes algériens : Master II en monnaie banques, environnement international, DEA en commerce international. Toutefois étant au chomage il a travaillé sur un chantier de bâtiment pour gagner sa vie. Après avoir été journaliste au quotidien algérien indépendant L’Avant-Garde, il fonde un site d’actualités Al Hogra en 2015. Il habite à Béjaïa.
En 2017, Merzoug Touati est arrêté après avoir diffusé Facebook une vidéo où un homme, présenté comme un officiel israélien, affirme que l'Algérie et Israël ont longtemps été discrètement en contact. Par ailleurs, il a interviewvé un porte-parole du ministère israélien des Affaires étrangères qui réfute toute implication d'Israël  dans les manifestations en Algérie, ce qui est en contradiction avec la version des autorités algériennes. En 2018, il est condamné par le tribunal de Béjaïa à 10 ans de prison et à une amende de 50 000 dinars,.
Sa peine est réduite à sept ans en appel, puis annulée fin janvier 2019 par la Cour suprême algérienne, qui renvoit l’affaire devant le tribunal de Skikda. Il est libéré en mars 2019, à l’issue d’un second procès en appel,.
En juin 2020, il est arrété et emprisonné à la suite d'une manifestation pro Hirak à Béjaïa.
Merzoug Touati est de nouveau arrêté en décembre 2021 et condamné le 3 janvier 2022 à un an de prison et une amende de 100 000 dinars pour « outrage à corps constitués » et « diffusion de fausses informations » à la suite d'une publication sur Facebook. Le Comité pour la protection des journalistes demande sa libération immédiate et indique : « Il est honteux que les autorités algériennes aient arrêté à plusieurs reprises le journaliste Merzoug Touati et l’aient harcelé pour sa couverture de sujets sensibles »,.
Il est arrété à plusieurs reprises en 2024 à la suite de ses publications. Mary Lawlor, Rapporteure spéciale sur les défenseurs des droits de l’homme de l'Organisation des Nations unies, indique en janvier 2025 : « Depuis 2024, il a été détenu à trois reprises. Il a été rapporté que, lors de sa dernière arrestation en août 2024, sa famille aurait été victime de mauvais traitement. Il aurait ensuite subi des tortures physiques et psychologiques durant sa garde à vue pendant cinq jours »,.
En janvier 2025, il est condamné à deux ans de prison,.